# 춘추
《춘추》(春秋)는 공자가 노나라 사관이 저작한 역사서에 자신의 글을 적어서 다시 편찬한 노나라 역사서다. 맹자는 《춘추》가 등장한 후에 간신적자들이 떨었다고 할 만큼 이 책이 엄중한 역사의 평가가 담겨있으며, 대의명분을 강조한 역사서라고 하였다. 그리고, 《삼국지》의 관우와 두예는 평생을 가지고 다니면서 익혔다는 책이기도 하다.

## 개요
《춘추》라는 책 이름은 일 년을 춘하추동으로 나누어 역사를 기록하였기에 나온 이름이다. 필체가 매우 엄중하였으며, 대의명분을 강조한 역사서이다. 춘추대의라 함은 《춘추》에서 내린 엄중한 대의명분이라는 뜻이기도 하다. 그래서 춘추필법이라 하면 엄중한 역사적 평가를 내리는 글쓰기 법이라는 뜻이다.

## 《춘추》의 저자
전통적으로 유교에서는 《춘추》의 저자가 공자였다고 전해진다. 다만 시대마다 학자들이 달리 주장하여 한결같지 않다.
최초로 공자가 《춘추》를 지었다고 말한 사람은 맹자이다. 맹자는 요(堯)임금으로부터 현재까지의 혼란했던 역사를 말하고, 주나라의 쇠퇴하는 난제를 해결하기 위하여 공자가 《춘추》를 만들었고, 그 문장에는 역사가 기록되어있지만, 그 안에 공자의 이상인 도리를 담았다고 했다.
전한의 역사가 사마천이 지은 《사기》에도 비슷한 기술이 있어, 공자가 노나라의 역사서인 원본 《춘추》에 자신의 글을 첨가하여 《춘추》를 지었다고 추정한다. 이처럼 전한시대 춘추학에서는 오로지 《춘추》에서 공자의 숨겨진 의미를 찾으려고 하는 《춘추공양전》을 근거하는 공양학이 융성하였다.
신나라를 거쳐 후한이 건국된 이후에 공자를 주공(周公)의 조술자(祖述者, 선인이 말한 바를 근본으로 하여 서술하고 밝히는 자)로 하는 고문학이 융성하였고, 《춘추좌씨전》에 있는 내용의 문장을 해석하는 학문이 등장하였다. 주공의 전통을 계승했던 노나라의 사관이 쓴 노나라의 사기 그 자체를 보고 공자는 말하였지만 적지 않았다는 것을 《춘추》를 조술했다고 하는 견해가 일반적이었다.
당나라 시대가 되자 유지기(劉知幾)의 《사통(史通)》을 시작으로 《춘추》를 의심하는 주장도 나타나기 시작했다. 북송의 왕안석은 《춘추》의 내용은 공자가 숨긴 의미가 나타나 있는 것이 아니고, 단순한 문장이라고 하였다. 그러나, 다른 사람들은 공자가 숨긴 의미를 찾겠다면서 대립은 계속되었다.
청나라 시대가 되자 상주학파(常州學派)가 다시 한나라 시대의 공양학을 연구하여 《춘추》를 포함한 육경의 편집자로 공자를 제시했다.
그 후, 근대가 되어서 고사변(古史辯)을 주로 삼는 의고파(擬古派)가 나타나 공자와 《춘추》의 관계를 완전하게 부정했다. 현재는 공자의 저작이라는 강력한 주장은 없지만 어떠한 관계를 인정하는 것과 완전히 관계없다고 하는 것의 두가지 의견이 있다.

## 《춘추》 주석서
《춘추》는 경문으로 된 단독본이 현존하고 있지 않다. 일반적으로 《춘추》(춘추경)로 불리고 있는 것은 전국시대부터 전한시대에 걸쳐 제작된 전(傳)이라 불리는 주석서로 불린 책으로 전해진 것들이다. 현존하고 있는 전(주석서)은 《춘추좌씨전》, 《춘추공양전》, 《춘추곡량전》 등 3 종류가 있으며, 이들을 춘추삼전이라 부른다.
이 삼전이 전하는 각각의 춘추에는 약간의 차이가 있다. 언급하는 연대도 《공양전》, 《곡량전》은 애공 12년까지이고, 《좌씨전》이 애공 14년까지이다. 어느 전을 선택하는가에 따라서 주장이 달라서 역대 중국 왕조에도 논쟁이 되었다. 초기 논쟁에서는 한나라 시대의 논쟁이 유명하다.

## 춘추학
《춘추》는 간결하게 된 연표와 간단하게 된 문체로 쓰여있어 문장에는 특별한 사상은 들어가 있지 않은 것처럼 보인다.
그러나 후세에 공자의 사상이 본문의 여러 곳에 숨겨져 있다고 하는 견해가 일반적이었다(춘추필법). 그렇게 《춘추》에서 공자의 사상을 읽으려고 하는 춘추학이 일어났다.
전한 무제때에 공양전에 따르는 춘추학을 내건 동중서는 《춘추》를 법가 사상의 통치 원리를 나타내는 책이라 주장하였다. 그 후, 오경박사가 설치되어 《공양전》, 《곡량전》을 연구하는 학관을 세웠고, 신나라 때에는 유흠이 《좌씨전》을 연구하는 학관을 세웠다. 후한 대에는 《좌씨전》을 학관에 유지했음에도, 학자들이 주로 《공양전》을 연구를 하였다. 결국 《좌씨전》을 복건이 훈고학에 근거하여 주석을 만드는 등, 《공양전》을 연구하는 공양학을 압도하였다. 이에 대항하여 공양학에서는 하휴(何休)가 주석을 붙여 《춘추공양해고》를 만들었지만, 서진의 두예가 《춘추》 경문과 《좌씨전》을 하나로 합쳐서 주석을 단 《춘추경전집해》를 만들었으며, 이것이 이후 춘추학의 기본이 되었다. 당나라 시대에 《춘추경전집해》을 바탕으로 《춘추정의》(春秋正義)가 만들어졌다. 그러나, 당나라 이후에는 삼전(특히 《좌씨전》)은 《춘추》의 주석으로는 부정적으로 생각되어, 송나라 시대에는 삼전을 배척하고 새로운 주석이 만들어졌다.